# Siliștea Mică
Siliștea Mică – wieś w Rumunii, w okręgu Teleorman, w gminie Siliștea. W 2011 roku liczyła 366 mieszkańców.